# Miguel Gil Moreno
Miguel Gil-Moreno de Mora y Macián (Barcelona, España, 21 de junio de 1967 - Sierra Leona, 20 de mayo de 2000), fue un corresponsal de guerra español que falleció durante una emboscada guerrillera en Sierra Leona. Desarrolló su labor profesional en países como Bosnia, Kosovo, Chechenia, Sierra Leona, Congo, Ruanda o Sudán.
Su itinerario profesional fue reconocido con premios como el Rory Peck (freelance del año 1998) o el de la Royal Television Society.

## Biografía

### Primeros años
Nació en Barcelona el 21 de junio de 1967. Era el segundo de cuatro hermanos. Tras vivir los primeros años de su vida en Riudabella (Tarragona), estudió en L’Espluga de Francolí y Constantí. A finales de 1980 su padre falleció en un accidente de tráfico y la familia se trasladó a Barcelona, donde terminó el bachillerato y estudió Derecho. Desciende de Pedro Gil y Babot, por parte de padre, y de José Macián Pérez, por parte de madre.

### Carrera profesional
Al terminar sus estudios de Derecho, realizó prácticas en el bufete Vilarrubias, pero pronto abandonó su trabajo como abogado y, a principios de los 90, movido por sus ideales, decidió dar un cambio radical a su vida y se fue a Bosnia en su moto, donde pronto empezó a mandar reportajes al diario El Mundo y a la Cadena Ser. Poco después se convirtió en camarógrafo de APTN (Associated Press TV).
Su buen carácter, su coraje para aprender y su dedicación al trabajo, además de su llamativa disposición para ayudar a todos, hizo que enseguida fuera considerado uno más entre los veteranos periodistas de Sarajevo. Logró mantener la comunicación con el exterior durante los momentos más difíciles del cerco de Sarajevo, arriesgando su vida unas veces por motivos profesionales, otras por imperativos morales y de amistad y en no pocos momentos bajo el fuego de las balas de los sitiadores serbios.
Las imágenes filmadas por Miguel han sido vistas en todo el mundo. Su cámara captó la angustia de los albano-kosovares, acosados por los militares serbios en Prístina y él fue uno de los pocos periodistas occidentales que permanecieron en esa ciudad durante la ofensiva aérea de la OTAN sobre el ejército yugoslavo. Acompañó también al naciente Ejército de Liberación Kosovar (KLA) del que obtuvo las primeras imágenes en acción, pasando dos semanas bajo los bombardeos serbios. Pero los momentos más peligrosos de su vida, según escribió él mismo, los padeció en Chechenia, cuando fue también el único camarógrafo occidental que consiguió entrar en la capital, Grozny, en lo más crudo de los bombardeos rusos. El material filmado por Miguel fue uno de los pocos documentos informativos registrados por una agencia internacional. 
Miguel desarrolló una arriesgada y humanitaria labor profesional, en numerosos frentes de batalla como Bosnia, Kosovo, Congo, Liberia, Ruanda, Sudán, Chechenia y Sierra Leona.

### Fallecimiento
El 24 de mayo de 2000, mientras desarrollaba su labor profesional, una emboscada guerrillera en Sierra Leona acabó con su vida y la de su colega Kurt Schork. Tras su fallecimiento, las autoridades de Sarajevo le entregaron a la directora de su agencia en Bosnia el pasaporte de Miguel como ciudadano bosnio.

### Premios
- Rory Peck (freelance del año 1998)
- Premio de la Royal Television Society como mejor cámara (18 de abril de 2000)
- Mohamed Amin Award, 2000 (a título póstumo)
- Premio Luka Brajnovic, 2001 (a título póstumo)